# 만각형

만각형

만각형(萬角形)은 꼭지점과 변이 10000개인 다각형이다. 만각형의 내각의 합은 1799640도이고, 만각형의 한 각의 크기는 179.964도이므로, 한 외각의 크기는 0.036도이다.

## 같이 보기
- 천각형
- 백만각형